# Max Bergmann
Max Bergmann, né le 12 février 1886 et mort le 7 novembre 1944, est un biochimiste juif - allemand. Avec Leonidas Zervas (en), le découvreur du groupe, ils sont les premiers à utiliser le groupe protecteur carboxybenzyle pour la synthèse d'oligopeptides.

## Biographie
Bergmann est né à Fürth, royaume de Bavière le 12 février 1886, septième enfant des grossistes en charbon Salomon et Rosalie Bergmann.
Bergmann commence à étudier la biologie à l'Université Louis-et-Maximilien de Munich, mais les conférences d'Adolf von Baeyer attirent son intérêt et le persuadent finalement de passer à la chimie organique. Il poursuit ses études de chimie à l'Université Friedrich Wilhelm de Berlin, où il a Emil Fischer comme professeur. Après avoir obtenu son doctorat sous la direction d'Ignaz Bloch en 1911 pour sa thèse sur les acyl(polysulfures), il devient l'assistant de Fischer à l'Université de Berlin, où il reste jusqu'à la mort de Fischer en 1919. Il obtient son habilitation en 1921.
En 1922, Bergmann est nommé premier directeur de l'Institut Kaiser Wilhelm de recherche sur le cuir à Dresde, créé en 1921 et dont est issu l'Institut Max Planck de biochimie . C'est là qu'il travaille avec son ancien doctorant, Leonidas Zervas, qui devient finalement vice-directeur de l'institut et succède brièvement à Bergmann en tant que directeur . Au début des années 1930, les deux scientifiques développent la méthode Bergmann-Zervas carbobenzoxy pour la synthèse des polypeptides, qui lance le domaine de la synthèse chimique contrôlée des peptides et reste la méthode dominante pendant les 20 années suivantes. Bergmann et Zervas acquierent ainsi une renommée académique internationale .
Bergmann est néanmoins contraint d'abandonner son institut en raison de son origine juive après l'adoption de la loi sur la fonction publique et émigre de l'Allemagne nazie en 1933 . Il déménage aux États-Unis et est ensuite chercheur principal au Rockefeller Institute for Medical Research à New York . Là, il est le principal spécialiste de la chimie des protéines et contribue aux grands progrès des États-Unis dans le domaine de la Biologie moléculaire. Deux éventuels lauréats du prix Nobel (William Howard Stein et Stanford Moore), ainsi que de nombreux étudiants postdoctoraux (dont Klaus H. Hofmann) travaillent dans son laboratoire.
Bergmann est considéré comme une figure importante de la chimie organique synthétique et de la biochimie. Il se spécialise dans le décodage des structures peptidiques, tout en recherchant également leur synthèse.
Il meurt au Mount Sinai Hospital de New York le 7 novembre 1944.
Depuis 1980, la société Max-Bergmann-Kreis (MBK) de chimistes allemands des peptides décerne la médaille d'or Bergmann pour la science des peptides, la première médaille étant décernée à Zervas. En 2002, le Centre Max Bergmann a été créé à Dresde.